# Daria Galant
Daria Galant (ur. 5 września 1973 we Wrocławiu) – polska powieściopisarka, poetka, dramatopisarka, reżyser.
Absolwentka Wydziału Filologii Polskiej na Uniwersytecie Wrocławskim. Autorka powieści, filmów dokumentalnych, obrazów, scenariuszy, opowiadań publikowanych w czasopismach, felietonów literackich, esejów, wykładów z dziedziny literatury, hippiki. Miłośniczka koni. Autorka metody współpracy z końmi Holy Equus (HEQ) oraz koncepcji artystyczno-filozoficznej Teoria Białej Emocji.
Od 1998 do 2002 na łamach „Magazynu Rzeczpospolitej” pisała cykliczne opowiadania pt. Samo życie. W 2009 r. była ekspertem Polskiego Instytutu Sztuki Filmowej. Za rok 2013 otrzymała nagrodę z rąk Starosty Powiatu Wyszkowskiego za osiągnięcia w dziedzinie kultury.
W miejscowości Długosiodło niedaleko Warszawy znajduje się dom pracy twórczej pisarki.

## Twórczość
Książki
- Bóg ukrył się w górach, Lublin: Wydawnictwo Polihymnia, 2002, ISBN 83-7270-124-5.
- Południca, Warszawa: Wydawnictwo „Czarna Perła”, 2005, ISBN 83-921691-0-7.
- Lilith, Bydgoszcz: Instytut Wydawniczy Świadectwo, 2007, ISBN 83-7456-091-6.
- Siostry Opposto, Warszawa: Wydawnictwo Arte Cinema Films, 2008, ISBN 978-83-928065-0-9.
- Kobieta o oczach rzeki, Warszawa: Wydawnictwo Arte Cinema Films, 2013, ISBN 978-83-928065-1-6[3].
- Departament Straconego Czasu, Warszawa 2015. Warszawska Firma Wydawnicza, ISBN 978-83-8011-775-4.
- Dwór Wiatrów, Brzezia Łąka 2016. Wydawnictwo Poligraf, ISBN 978-83-7856-460-7.
- Syrena słowiańska, Brzezia Łąka 2018. Wydawnictwo Poligraf, ISBN 978-83-7856-716-5.

Filmografia (wybrane pozycje)
- Policyjne opowieści (fabularyzowany serial dokumentalny na podstawie własnych opowiadań; 2007, TV4) – reżyseria, scenariusz[6].
- Opowieść o koniach i ludziach. Anna Dębska (film dokumentalny o rzeźbiarce Annie Dębskiej; 2008, TVP 2) – scenariusz, reżyseria[7].
- Daniel i konie (film dokumentalny o pasji jeździeckiej aktora Daniela Olbrychskiego; 2009, TVP 2) – scenariusz, reżyseria[8].
- Nadbużański Teatr Konny (film dokumentalno-artystyczny na motywach książki D. Galant Kobieta o oczach rzeki, produkcja: Arte Cinema Films. 2011) – scenariusz, reżyseria[9].
- Magia Kurpiów Białych (film dokumentalny o magiczno-literackiej wizji folkloru rejonów Puszczy Białej, 2012. Premiera: TVR) – scenariusz, reżyseria[3].
- Musiałowicz (film dokumentalny o twórczości malarza mistyka Henryka Musiałowicza. 2013) – scenariusz, reżyseria. Produkcja Arte Cinema Films. 2013.